# トリメブチン
トリメブチン（Trimebutine）は、代表的な胃腸薬であり、慢性胃炎における消化器症状（腹部膨満感、腹痛、吐き気、げっぷ）、過敏性腸症候群の治療に用いられる。腸の動きを正常化し、下痢型、便秘型、混合型などいずれの病型の過敏性腸症候群（IBS）に対しても効果がある。マレイン酸塩がセレキノンの商品名で田辺三菱製薬より1984年に発売され、現在では後発医薬品（ジェネリック医薬品）も複数発売されている。

## 概要
トリメブチンマレイン酸塩は消化管平滑筋に直接作用して、消化管運動が低下している場合に促進させ、一方、亢進している場合には抑制するという二面的作用を有する。このため食欲不振や膨満感、胸やけなどのほか、過敏性腸症候群（IBS）にも使用される。田辺製薬が独自の合成法を開発し、1984年から医療用医薬品「セレキノン」として発売された。その後ジェネリック医薬品も発売されている。
1995年に一般用医薬品としてトリメブチンマレイン酸塩配合「タナベ胃腸薬〈調律〉」を発売した。2015年8月3日、単剤「セレキノンS」を一般用医薬品の要指導医薬品として発売。2018年11月9日、第1類医薬品に移行することが、薬事・食品衛生審議会医薬品等安全対策部会の安全対策調査会によって了承され、2019年1月10日、厚生労働省が告示した。さらに2019年8月27日、第1類から第2類へリスク区分を引き下げることが了承された。
2019年7月、医療用「セレキノン細粒20%」の販売中止を発表、薬価基準経過措置期間満了日は2020年3月31日。

## 機序
胃腸には、運動を制御している物質として腸管運動を活発にするアセチルコリンのほか、腸管運動を抑制する働きをするノルアドレナリンなどが存在する。人が休養時には一般にアセチルコリンが分泌されることから胃酸分泌が活発になり、胃腸の運動は亢進する。逆に行動時や緊張時には、瞳孔が開き、気管支は拡張する。この際には消化吸収に余力はなくなり、腸管運動を低下させる。このような作用をする物質が、ノルアドレナリンである。このような人体の作用を利用し、薬によってアセチルコリンやノルアドレナリンの働きを制御することで、腸管運動を調節できる。こうした考えのもとに、腸管運動に関する物質の働きを調節することで、消化管運動を改善する薬として開発されたのがトリメブチンである。ただし、トリメブチンの添付文書に記載されている作用機序は、後述する平滑筋への直接作用に基づいたものである。
腸管運動が活発すぎる場合に、（高用量で）トリメブチンを投与するとアチセルコリン分泌に関わる副交感神経のオピオイド受容体（μ受容体、κ受容体）に作用し、腸管運動の低下をもたらす。逆に腸管運動が低下した際に（低用量で）トリメブチンを投与することでノルアドレナリン分泌に関する交感神経のオピオイド受容体（μ受容体）に作用しノルアドレナリンの分泌低下が起こり、腸管運動が活性化する。
以上の作用は神経を仲介するものであるが、平滑筋への直接作用に関しても低用量と高用量で異なる作用を示すことが報告されている。低用量ではカルシウム感受性カリウムチャネル（BKca）を抑制するため、平滑筋の興奮性が上昇する。一方、高用量では、L型カルシウムチャネルを閉鎖させるため、平滑筋の興奮性は低下する。
使用法としては、低用量で投与することで消化管機能が活発になり、高用量で消化管機能が抑制されるため、過敏性腸症候群による下痢、腹痛などの症状を抑制できる。このため、使用量の調整が大変重要になり、一般用医薬品の商品説明には「過敏性腸症候群(IBS)の再発症状改善薬」「購入は、以前に医師からIBSと診断・治療された方に限ります」など明記されている。

## 適応
- 慢性胃炎における消化器症状（腹部膨満感、吐き気、腹痛、げっぷなど）

1回1錠（主成分として100mg）を1日3回服用。
- 過敏性腸症候群

1回1～2錠（主成分として100～200mg）を1日3回服用。
- 15歳未満には投与しない[14]。

## 製薬会社
- 東和薬品[22]
- 大原薬品[23]
- 日医工[24]
- 鶴原製薬[25]